# Hov, Härnösands kommun
Hov är kyrkbyn i Häggdångers socken i Härnösands kommun i Ångermanland.
Här återfinns Häggdångers kyrka och en skola.